# Feigenwespen

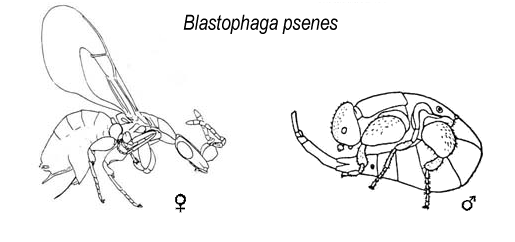
Sexualdimorphismus bei Blastophaga psenes ♀

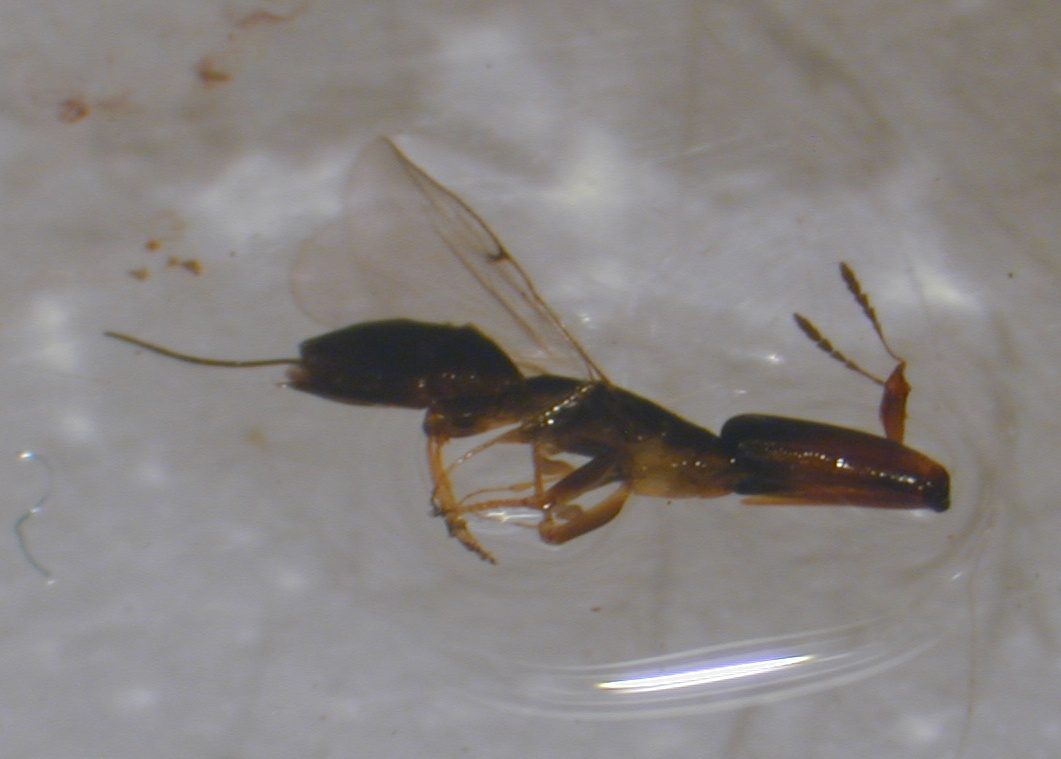
Pleistodontes frogatti

Der Begriff „Feigenwespen“ im weiteren Sinne bezieht sich auf Erzwespen (Chalcidoidea), die einen Bezug zu Feigen (Ficus) haben, meist als Gallerzeuger oder Parasitoide von Gallerzeugern. 
Als Feigenwespen im engeren Sinne werden die Vertreter der Familie Agaonidae bezeichnet. Zahlreiche Arten, die früher dieser Familie zugeordnet wurden, gehören mittlerweile zu den Pteromalidae oder zu anderen neu eingerichteten Familien.
Die Agaonidae zeichnen sich dadurch aus, dass sie ihre Eier in die Blütenstände von Feigen-Arten ablegen und damit gleichzeitig die Bestäubung der Blüten besorgen. Diese Symbiose nützt den Feigenwespen, indem Eier und Larven in den Blütenständen bzw. später den Früchten geschützt sind und Nahrung finden. Üblicherweise besteht eine sehr enge Beziehung zwischen Feigenwespen- und Ficus-Arten. Es gibt aber auch viele Feigenvarietäten mit Selbstbefruchtung.

## Bestäubung der Echten Feige
Die Echte Feige (Ficus carica), deren Früchte als Feigen frisch und getrocknet im Handel sind, wird von der einzigen europäischen Art Blastophaga psenes besucht. Die Echte Feige bildet aber nur langgrifflige, fertile weibliche Blüten, darum ist zu ihrer Bestäubung die Bocks-Feige nötig. (Viele Sorten der Feige sind jedoch parthenokarp, sie benötigen keine Befruchtung.) Die Bocksfeige hat sowohl kurzgrifflige, sterile weibliche (Gallblüten) als auch teilweise männliche Blüten in der Nähe des Ostiolums (distale, durch Schuppen-, Hochblätter verengte Öffnung). Allerdings ist dies komplizierter, da die Bocks-Feige drei Generationen von Blütenständen auf derselben Pflanze entwickelt (Vorfeigen oder Profichi, Sommerfeigen oder Fichi oder Mammoni, Nachfeigen oder Mamme), nur bei den Vorfeigen wird viel Pollen durch die vorhandenen männlichen Blüten produziert, bei den Nachfeigen gibt es keinen und bei den Sommerfeigen nur wenig, weil bei den Sommer- und Nachfeigen die männlichen Blüten mehr oder weniger degeneriert sind.
Die trächtigen Feigenwespen (Foundress) dringen durch die Öffnung in den Blütenstand der Bocks-Feige ein, dabei verlieren sie die Flügel und auch teilweise Beine und Antennen. Danach bohren die Weibchen mit ihrem Legestachel (Ovipositor) Löcher in die Fruchtknoten der Gallblüten und legen ihre Eier ab, nach der Eiablage stirbt das Weibchen. Durch die Eiablage bilden sich aus den Blüten Gallen (Psenocarp) in denen sich die Larven von dem Fruchtknoten und der Samenanlage ernähren, aus denen zuerst die wenigen ungeflügelten, fast blinden Männchen schlüpfen. Nach dem Schlüpfen bohren die Männchen Zugänge in benachbarte Gallen um die darin befindlichen Weibchen zu begatten. Dann bohren sie auch Löcher in die Fruchtwand, um den Sauerstoffgehalt zu erhöhen, dies begünstigt die Entwicklung der weiblichen Larven sowie der männlichen Blüten, dann sterben die Männchen. Die Weibchen gelangen durch die Fruchtknotenwand heraus und dann auf dem Weg durch das Ostiolum ins Freie und werden, falls vorhanden, mit dem Pollen der männlichen Blüten beladen (sammeln mit Haarkranz; Coxal Comb, speichern in der Pollentasche; Corbicula). Sie fliegen nun zu anderen Bocks-Feigen und den Echten Feigen, die sie bestäuben, wenn sie pollenbeladen sind, können aber bei den Echten Feigen keine Eier ablegen. Eine Eiablage ist nicht möglich, weil die Weibchen mit dem Legestachel den Fruchtknoten hier wegen der langen Griffel nicht erreichen können. Dies wurde bei den ersten Versuchen, Feigen in Kalifornien anzubauen, übersehen. Ein Teil der Weibchen geht dabei zugrunde, während die anderen wieder die Bocks-Feigen aufsuchen, um dort ihre Eier abzulegen. Gegen Ende des Jahres entwickeln sich in den Nachfeigen die Larven der nächstjährigen Generation, diese überwintern und schlüpfen im Frühling dann wieder aus.

## Innere Systematik
Angegeben sind die Gattungen in ihren Unterfamilien (mit einigen Spezies):
- Agaoninae
  - Agaon Dalman, 1818
  - Alfonsiella Waterston, 1920
  - Allotriozoon Grandi, 1916
  - Blastophaga Gravenhorst, 1829
    - Blastophaga psenes (Linnaeus, 1758)

  - Courtella Kieffer, 1911
  - Deilagaon Wiebes, 1977
  - Dolichoris Hill, 1967
  - Elisabethiella Grandi, 1928
  - Eupristina Saunders, 1882[6]
    - Eupristina verticillata Waterston, 1921[7][8][9]
    - Eupristina altissima Balakrishnan & Abdurahiman, 1981[9]

  - Nigeriella Wiebes, 1974
  - Paragaon Joseph, 1959
  - Pegoscapus Cameron, 1906
  - Platyscapa Motschoulsky, 1863
  - Pleistodontes Saunders, 1882
  - Waterstoniella Grandi, 1921
  - Wiebesia Boucek, 1988
- Kradibiinae
  - Ceratosolen Mayr, 1885
    - Ceratosolen arabicus Mayr, 1906[9]
    - Ceratosolen galili Wiebes, 1964[9]

  - Kradibia Saunders, 1883 (syn. Liporrhopalum Waterston, 1920)[10]
- Tetrapusiinae
  - Tetrapus Mayr, 1885

Ausgestorbene Gattungen:
- Archaeagaon† Compton, 2014 – Priabonium
  - Archaeagaon minutum (Donisthorpe, 1920)[11]